# Ґрімоальд Старший
Ґрімоальд Старший (*Grimaud l'Ainé, бл. 615 — 657) — мажордом Австразія у 641—57 роках.

## Життєпис
Походив з роду Піпінідів. Син Піпіна Ланденського, мажордома Австразії, та Ітти (доньки Арноальда Мецького). Народився близько 615 року. У 640 році після смерті батька вступив у протистояння за посаду мажордома з Оттоном, наставником короля Сігіберта III. У протистоянні з Оттоном, Ґрімоальд спирався на підтримку Куніберта, архієпископа Кельнського, та алеманську знать. У 641 році (менш імовірні варіанти дати 642 і 643 рік) за намовою Ґрімоальда алеманський герцог Леутарій II вбив Оттона, який на той час мав посаду мажордома.
Після цього Ґрімоальда було призначено мажордомом. Він очолив війська проти союзників Оттона — Фари, герцога Баварії, та Радульфа, герцога Тюрингії, які стали фактично незалежними. Спочатку було завдано поразки Фарі, а потім взято в облогу Радульфа в його замку біля річки Уструт. Внаслідок того, що у війську Ґрімоальда Старшого залишалися прихильники Оттона, які заважали облозі, франкське військо зазнало невдачі й відступило. Наслідком цього стала фактична незалежність Тюрингії.
Для зміцнення свого становища надавав кошти та землі монастирям та духівництву. За це Дідьє, єпископ Кагору, називає в листі Ґрімоальда Старшого ректором (намісником) королівства.
Оскільки у короля Сігіберта III тривалий час не було дітей, Грімоальд переконав того у 652 році усиновити і призначити спадкоємцем свого сина Хільдеберта. Незабаром після цього у Сігіберта III народився син Дагоберт.
Незважаючи на це, після того як короля у 656 році було вбито внаслідок змови, Грімоальд домігся обрання королем Австразії Хільдеберта, а законного спадкоємця Дагоберта постриг у ченці й відправив до Ірландії.
Втім незабаром частина австразійської знаті повстала, не бажаючи посилення роду Піпінідів та виступаючи проти короля не з династії Меровінгів. Вони звернулися по допомогу до Хлодвіга II і Еброїна, мажордома Нейстрії. Війська Нейстрії рушили проти Грімоальда, 657 року повалили того та відправили до Парижа, де запроторили до в'язниці й там стратили. Втім низка дослідників відносять ці події до 661 року, що доволі сумнівно.

## Родина
- Хільдеберт (640—662), король Австразії в 656—661 роках
- Вульфетруда (д/н — 669), абатиса монастиря Св. Гертруди в Нівелі